# John Dahlbäck
John Dahlbäck (Stockholm, 1985. október 13. –) svéd house DJ és zenei producer. Jelenleg Londonban él.
Dahlbäck a Pickadoll Records alapítója és egyben tulajdonosa, ami a saját szerzeményen kívül olyan előadók műveinek is a kiadója, mint Sébastien Léger és Dada Life. Hug valamint Hugg&Pepp néven minimal technót játszott, utóbbiban az unokatestvérével, Jesper Dahlbäckkal szerepelt együtt, aki később producer lett. Remixei között megtalálható Kleerup Longing for Lullabies és Alanis Morissette Underneath című száma is.
2008. október 4-én a BBC Radio 1-nál szerepelt egy settel Pete Tong Essential Mixében.
A 'Don't Speak' című száma szerepelt Tiësto In Search of Sunrise 6: Ibiza albumának 2. CD-jén.

## Diszkográfia

### Albumok
- 2005 − Shades Of A Shadow

1. Winterfall (5:15)
2. Timeless (5:14)
3. Can You Feel (4:48)
4. All We Have (5:51)
5. You Make Me Feel the Vibe (5:47)
6. Play (4:43)
7. Trivial Dreams (6:03)
8. Beyond the Stars (1:35)
9. Manage (4:38)
10. Travelling (5:59)
11. Keep on Pushing (6:23)
12. Magic Touch (5:41)
13. Till This Day (6:16)
14. Our Love Nest (6:21)
15. When Miracles Happen (1:26)
16. Shades of a Shadow (3:32)

- 2005 − Man From The Fall

1. Circle of Life
2. I Hear You
3. Ooh Oh I E
4. Spring to Me
5. It Feels So Good
6. My Love For Machines
7. Take Me Back
8. This Is Some Action
9. Girls Sing
10. Hugge's Theme
11. Day of the Night
12. Going a Different Way
13. Now It's Not Summer
14. I Wanna Do It
15. Man From the Fall

- 2006 − At The Gun Show

1. Get Over It (5:56)
2. Our Song (5:28)
3. Lane Of Love (5:51)
4. See My Show (6:18)
5. Express (5:47)
6. Eight To Five (5:19)
7. Don't Speak (5:39)
8. S For E (5:25)
9. The Old Woods (5:44)
10. Metro (5:50)
11. Somebody Outside (6:09)
12. Liar (6:10)
13. Short Terms (6:09)
14. Leave The Breadcrumbs (2:32)

- 2008 − Winners & Fools

1. Intro (03:40)
2. Gold & Fear (04:36)
3. Sidewalk (03:53)
4. Honeywell (04:53)
5. I Had A Feeling (05:42)
6. Houses Of The Archipelago (05:38)
7. We Are The Duo (05:13)
8. Balcony Dance (05:30)
9. Spitzer (05:12)
10. July First (04:20)
11. World Of Love (04:55)
12. Down With All (05:55)
13. You And Me (04:25)
14. More Than I Wanted (03:19)

### Szólók
- 2006 − Blink
- 2007 − Sting
- 2008 − Everywhere
- 2008 − Hustle Up
- 2008 − More than I wanted
- 2009 − Pyramid
- 2009 − John Dahlbäck & ATF - Bon Bon
- 2009 − Monchichi